# Fletcher Hanks
Fletcher Hanks (1 de dezembro de 1887 - fevereiro de 1976) foi um quadrinista da Era de ouro das histórias em quadrinhos americanas, que escreveu e desenhou histórias detalhando as aventuras de heróis sobrenaturais e todo-poderosos e suas elaboradas punições de transgressores. Hanks usou vários pseudônimos, incluindo "Hank Christy", "Charles Netcher", "C. C. Starr" e "Barclay Flagg". Hanks foi ativo em histórias em quadrinhos de 1939 a 1941.

## Vida e carreira
Pouco se sabe da vida de Fletcher Hanks. Ele nasceu em 1 de dezembro de 1889 em Paterson, Nova Jersey e cresceu em Oxford, Maryland. Seu pai, William Hanks, era um ministro metodista e sua mãe, Alice Fletcher Hanks, era filha de imigrantes ingleses; eles se casaram c. 1885. O próprio Fletcher se casou com Margaret c. 1912. Em 1910, sua mãe pagou para que seu filho fizesse o curso cartoon por correspondência de W. L. Evans; já em 1911 ele se descrevia como um cartunista. Seu apelido era "Christy", em referência ao grande lançador de beisebol Christy Mathewson.
Hanks teve quatro filhos: William, Fletcher Jr. (também chamado de "Christy"), Alma e Douglas.  Fletcher Jr. (1918–2008) foi a principal fonte de informações biográficas sobre seu pai. Os membros da família descreveram Fletcher Hanks como um pai e cônjuge abusivo e um alcoólatra prejudicado por uma mãe excessivamente indulgente. Ganhou dinheiro pintando murais para os ricos e gastou o dinheiro em álcool para si e seus amigos. Fletcher Jr. trabalhou em empregos estranhos para sustentar a família; em 1930, ele encontrou seus ganhos perdidos, junto com seu pai.

## Histórias em quadrinhos (1939-1941)
Em 1939, na esteira do sucesso da revista em quadrinhos Action Comics e do Superman, Hanks começou a produzir histórias em quadrinhos. Alguns dos trabalhos de Hanks foram o estúdio Eisner & Iger; Will Eisner definiu Hanks como um artista pontual cujo trabalho lembrava os primeiros trabalhos de Basil Wolverton. Hanks fez todo o trabalho em seus quadrinhos, desde a escrita até as letras, e era consideravelmente mais velho do que os outros artistas que trabalhavam lá - muitos dos quais eram adolescentes. As principais editoras para os quais produziu foram Fiction House e Fox Feature Syndicate. Suas criações incluem Stardust the Super Wizard, Tabu the Wizard of the Jungle, Big Red McLane, e Fantomah - uma das primeiras super-heroínas, antes da Mulher Maravilha.
Ele produziu trabalho para três editoras sob vários pseudônimos, incluindo Hank Christy, Charles Netcher, C. C. Starr e Barclay Flagg, o último dos quais ele assinou com suas histórias de Fantomah. Ele usou seu nome real em suas histórias Stardust the Super Wizard. Em todos os Fletcher Hanks criou 51 histórias.

## Últimos anos
Hanks deixou a indústria dos quadrinhos em 1941; a razão ainda é desconhecida. Ele continuou a viver em Oxford, Maryland, onde se tornou o presidente da comissão municipal de 1958 a 1960.
Seu corpo foi encontrado em um banco do parque em Manhattan em 1976; ele congelou até a morte, sem dinheiro e provavelmente bêbado.

## Legado
Um culto se desenvolveu em torno do trabalho de Hanks nos últimos anos. Suas histórias e artes foram reimpressas na revista Raw em em várias antologias de histórias em quadrinhos, além de dois livros editados por Paul Karasik and publicados pela Fantagraphics Books: I Shall Destroy All the Civilized Planets! (2007) e You Shall Die by Your Own Evil Creation! (2009), assim como uma edição omnibus trazendo material dos dois livros anteriores intitulados Turn Loose Our Death Rays e Destroy Them All! (Fantagraphics, 2016).